# 巡回診療魔
『巡回診療魔』（じゅんかいしんりょうま）は、宇能鴻一郎による日本の官能小説。桃園書房の雑誌『小説CLUB』で1984年から1985年にかけて「姐御探偵」（あねごたんてい）の表題で連載され、1986年に桃園文庫へ収録される際に改題された。
主要な登場人物4名は西遊記をベースにしており、文庫版の表紙には「超次元西遊記」の副題が付けられている。

## ストーリー
しがないサラリーマン生活に身をやつしている猿田サトルの前世は戦国武将・織田信長であったが本能寺の変で追い詰められて自害し、その瞬間に臣下の羽柴秀吉へ意識が乗り移り謀反を起こした明智光秀を討って天下人となったが400年後、転生してサラリーマンとなった猿田は上司から理不尽かつ執拗ないびりに遭い続けていた。
そんなある日、猿田はおでん屋台で酔い潰れ意識が朦朧とする中で不思議な預言を聞かされる。そして、その預言の通りに美女が2人組のヤクザに追われて猿田に助けを求めて来た。猿田は特技の手品でヤクザを翻弄し、美女を窮地から救い出すがその美女は駐車場に停めてあった自分の愛車へ猿田を誘い込むや否や、猿田のズボンを脱がせて男性器に金属製の輪をはめ込み「お師匠様」と呼ぶことを強要して来た。美女の正体は内閣調査部の特命調査官・通称「姉御探偵」だったのである。
その後、保健所の検診車を装って巡回し団地妻を犯していた猪瀬八郎と、上野でロリコン・ショップを営んでいた斜五条を加えた一行は様々な難事件の解決に挑んで行く。

## 登場人物
姉御探偵（あねごたんてい）
内閣調査部の特命調査官。本名は本編中には登場せず、ただ「志穂美悦子似の美女」とされるのみでありコードネームは「姉御探偵」、事件捜査を通じて配下に加えた猿田たち3人からは西遊記の三蔵法師になぞらえて「お師匠様」と呼ばせている。
猿田 悟空（さるた ごくう）
前世は織田信長、そして信長が本能寺の変で天下統一の志半ばに自害した後はその臣下で後に天下人となった羽柴秀吉に意識が乗り移っていたが、400年後の現在は転生して冴えないサラリーマン・猿田 サトルとなっていた。2人組のヤクザに追われていた姉御探偵を得意の手品で救い出した際に、男性器に金属製の輪を嵌められて服従を強要され、後に孫悟空にちなみ改名する。
その後、横浜中華街の中華料理店・万珍軒で店主の放屁を浴びて身体が縮小してしまい、店主に犯される姉御探偵の膣内で店主の精子が姉御探偵の子宮へ侵入しないよう必死に抗戦する。この体験以後、店主が浴びせた放屁の臭さを思い出すことで自由に身体を縮小させる「排気縮身の術」が使えるようになり、事件捜査に活用する。
猪瀬 八戒（いのせ はっかい）
本名は猪瀬 八郎。前世はナチス・ドイツの軍人ヘルマン・ゲーリングで、ゲーリングが獄中で自殺した後は過去に遡って清の乾隆帝であった。本業はダンプカーの運転手であったが、保健所の巡回検診車に見せかけたニセ検診車を乗り回し、団地妻を犯すニセ医者「巡回診療魔」として活動していた所を姉御探偵と猿田の手で成敗され、姉御探偵の部下となって猪八戒にちなみ改名。
万珍軒の店主より伝授された排気縮身の術を事件捜査以外でも欲望の赴くままに使い、大学野球で応援に精を出すチアガールの服の中を探検したり俳優の神岡マサテルと偽装結婚したトップアイドル・松本セイ子の新婚旅行へ気付かれないように同行してホテルで熟睡する松本セイ子を犯したり、夫が夏バテで勃起不全になったせいで欲求不満を抱えていた団地妻の膣内に全身を出し入れして満足させたりしていた。
斜 五条（しゃ ごじょう）
本名は「五条」姓であることしか触れられておらず、沙悟浄にちなみ改名。女装、しかも幼女の扮装を好む中年男で、上野でロリコン趣味の専門店を営んでいた。変装の名人で、プロ野球と仮想戦記に詳しく、前世は別次元（その別次元では西鉄ライオンズは西武ライオンズとならず、依然として巨人と覇権を争う強豪球団のままとされる）の中西太と自称している。
万珍軒の店主（まんちんけんのてんしゅ）
横浜中華街で中華料理店・万珍軒を営んでいる老人。不老不死の料理を研究していたが、文化大革命で中国を追われ日本で店を開き、客に料理を食べさせながら人体実験を繰り返していた。不老不死の料理は未だに完成していないが、放屁を浴びせた相手を豆粒大に縮小する「排気縮身の術」を完成させる。
万珍軒の内偵捜査に来た猿田に放屁を浴びせて縮小し、姉御探偵をトイレで犯している際に膣内射精した精子を再び精巣へ戻して若さを保つ「還精の術」を使ったところ姉御探偵の膣内で店主の精子と格闘していた猿田まで吸い込んでしまい、猿田が尿道に詰まった激痛で降参する。森栗製菓に毒入りの菓子が送り付けられた脅迫事件の真犯人に繋がる情報を提供すると共に、猿田達に排気縮身の術を伝授した。

## 書誌情報
宇能鴻一郎、『巡回診療魔 超次元西遊記』 桃園書房〈桃園文庫〉 
- 1986年6月15日初版発行 ISBN 4-8078-0062-0